# Clubiona neglecta
Clubiona neglecta là một loài nhện trong họ Clubionidae.
Loài này thuộc chi Clubiona. Clubiona neglecta được Octavius Pickard-Cambridge miêu tả năm 1862.